# Blutspurenmusteranalyse
Die Blutspurenmusteranalyse ist eine forensische Wissenschaft aus dem Untergebiet der forensischen Physik, die bei der Aufklärung von Straftaten, insbesondere von Gewaltdelikten, eine wichtige Rolle spielt. Im Mittelpunkt der Blutspurenmusteranalyse stehen die Mechanismen, die zur Entstehung von Blutspuren geführt haben.

## Bezeichnung
Die Blutspurenmusteranalyse wird im Deutschen als BPA abgekürzt. Die Abkürzung BPA steht für Bloodstain Pattern Analysis. Die Abkürzung BSPA (Blood Spatter Analysis) bezeichnet einen Vorläufer der Methode aus den 1970er Jahren, die sich ausschließlich mit der Auswertung von Blutspritzern beschäftigte. Deutschen gibt es auch andere Abkürzungen für die Blutspurenmusteranalyse, wie z. B. BSMA (Blutspurenmuster-Analyse) oder BPU (Blutspuren-Untersuchung). Die Abkürzung BPA ist jedoch die am weitesten verbreitete.

## Geschichte
Das erste größere Werk mit dem Titel Über Entstehung, Form und Ausbreitung der Blutspuren nach Hiebwunden des Kopfes zur Blutspurenmusteranalyse schrieb Eduard Piotrowski an der Universität Krakau, das 1895 an der k.k. Universität in Wien erschien. Es enthält Beschreibungen zu Versuchsreihen, in der Kaninchen in einen dreidimensionalen definierten Raum mit unterschiedlichen Werkzeugen getötet wurden, um die entstandenen Blutspuren untersuchen zu können. Es zeigte sich, dass sich Blutspuren elliptisch abhängig von der Entstehung im Raum abbildeten. Der Berliner Gerichtschemiker Rudolf Jeserich stellte 1930 die Einflüsse der Flugparabeln auf die Form der Spritzer fest und beschrieb unterschiedliche Typen von Blutspurenmustern. Der Beginn der systematischen Blutspurenanalyse stellt ein Gutachten von Paul Leland Kirk zu einem Tötungsdelikt Sheppard im Jahre 1954 dar. Obwohl sich zu Beginn des 20. Jahrhunderts verschiedene Wissenschaftler in Deutschland und Frankreich mit Blutspuren befassten, geriet die Methode wieder in Vergessenheit.
Ab den frühen 1970er-Jahren begann auf dem amerikanischen Kontinent die systematische Ausbildung von Blutspurenanalysten und führte am 18. November 1983 zur Gründung der International Association of Bloodstain Pattern Analysts (IABPA) unter der Leitung von Herbert MacDonell. Sie beschäftigt sich mit der Entwicklung und Standardisierung der Ausbildung und Terminologie, sowie der Weiterbildung, der BPA. Die 800 Mitglieder sind interdisziplinär und rekrutieren sich in den Herkunftsstaaten aus unterschiedlichen Berufsgruppen (Ärzte, Biologen, Chemiker, Juristen, Polizisten u. a.).

## Grundlage
Die Blutspurenmusteranalyse basiert auf den physikalischen Gesetzen der Flüssigkeitsbewegung. Blut ist eine zähflüssige Flüssigkeit, die sich unter dem Einfluss der Schwerkraft, der Trägheit und der Oberflächenspannung bewegt. Die Form, Größe und Verteilung von Blutspuren sind daher abhängig von den Faktoren, die diese Kräfte beeinflussen. Die Wundmorphologie spielt nur eine untergeordnete Rolle, relevant sind die räumlichen und physikalischen Gegebenheiten. Die Blutspurenmusteranalyse ist eine eigenständige Methode, die sich mit anderen Fachdisziplinen, wie Blutsuch- und verstärkungstechniken kreuzt.

## Entstehungsprozesse
Die Kreislauffunktion ist für die Entstehung von Blutspuren essentiell. Blut wird durch das Herz und die Blutgefäße im Körper transportiert. Wenn die Kreislauffunktion ausfällt, zum Beispiel durch den Tod, kommt es zu einem Stillstand des Blutflusses. Das Blut sammelt sich dann in den Gefäßen und kann nicht mehr austreten. Aus toten Körpern spritzt kein Blut, da das Blut nicht mehr durch den Körper gepumpt wird. Wenn ein toter Körper bewegt wird, kann es jedoch zu Blutungen kommen. Das Blut fließt dann aber nicht mehr aus den Gefäßen, sondern tropft oder läuft aus. Die Blutspurenmusteranalyse beschreibt den Weg des Blutes vom lebenden und funktionstüchtigen Körper auf Oberflächen. Es handelt sich stets um Kontaktspuren, wenn sie durch Berührung zweier Objekte, oft auch durch Berührung von Mensch und Objekt, entstehen. Die Spuren sind flächig und zeigen regelmäßig kein geregeltes Muster, können jedoch auch ein Muster bilden. Die häufigsten Muster sind:
Tropfen
Tropfen entstehen, wenn Blut aus einer stehenden oder fallenden Quelle austritt. Die Form und Größe von Tropfen hängt von der Höhe des Austrittsortes, der Größe der Quelle und der Viskosität des Blutes ab.
Spritzer
Spritzer entstehen, wenn Blut aus einer bewegten Quelle austritt. Die Form und Größe von Spritzern hängt von der Geschwindigkeit und Richtung der Bewegung der Quelle ab.
Streifen
Streifen entstehen, wenn Blut über eine Oberfläche fließt. Die Form und Größe von Streifen hängt von der Geschwindigkeit des Blutflusses und der Oberflächenbeschaffenheit ab. Blut fliegt in der Luft durch die zwischen den Molekülen bestehenden Kohäsionskräfte kugelförmig, diese Kugelform bezeichnet man auch als Sphäre. Trifft die Blutkugel im 90 Grad Winkel auf eine Oberfläche, bildet sich ein (nahezu) kreisrunder Fleck, da außer der Schwerkraft keine andere Kraft auf sie wirkt. Dies erlaubt z. B. Aussagen, ob sich jemand direkt über dem Opfer befand. Anders verhält es sich bei einer schiefen Ebene, hier trifft der Tropfen auf und das Restvolumen wird weiter geschleudert. Es entsteht ein länglicher Blutstropfen, dessen runde Ende auf die Richtung weist, aus der der Tropfen gekommen ist. Die Zieloberfläche ist wesentlich für die Entstehung von Blutspuren, Gutachten nehmen daher immer Bezug auf die Oberflächen. Ebenso ist der Winkel relevant, aus dem die Kugel auf die Oberfläche auftrifft.

## Klassifikation von Blutspuren

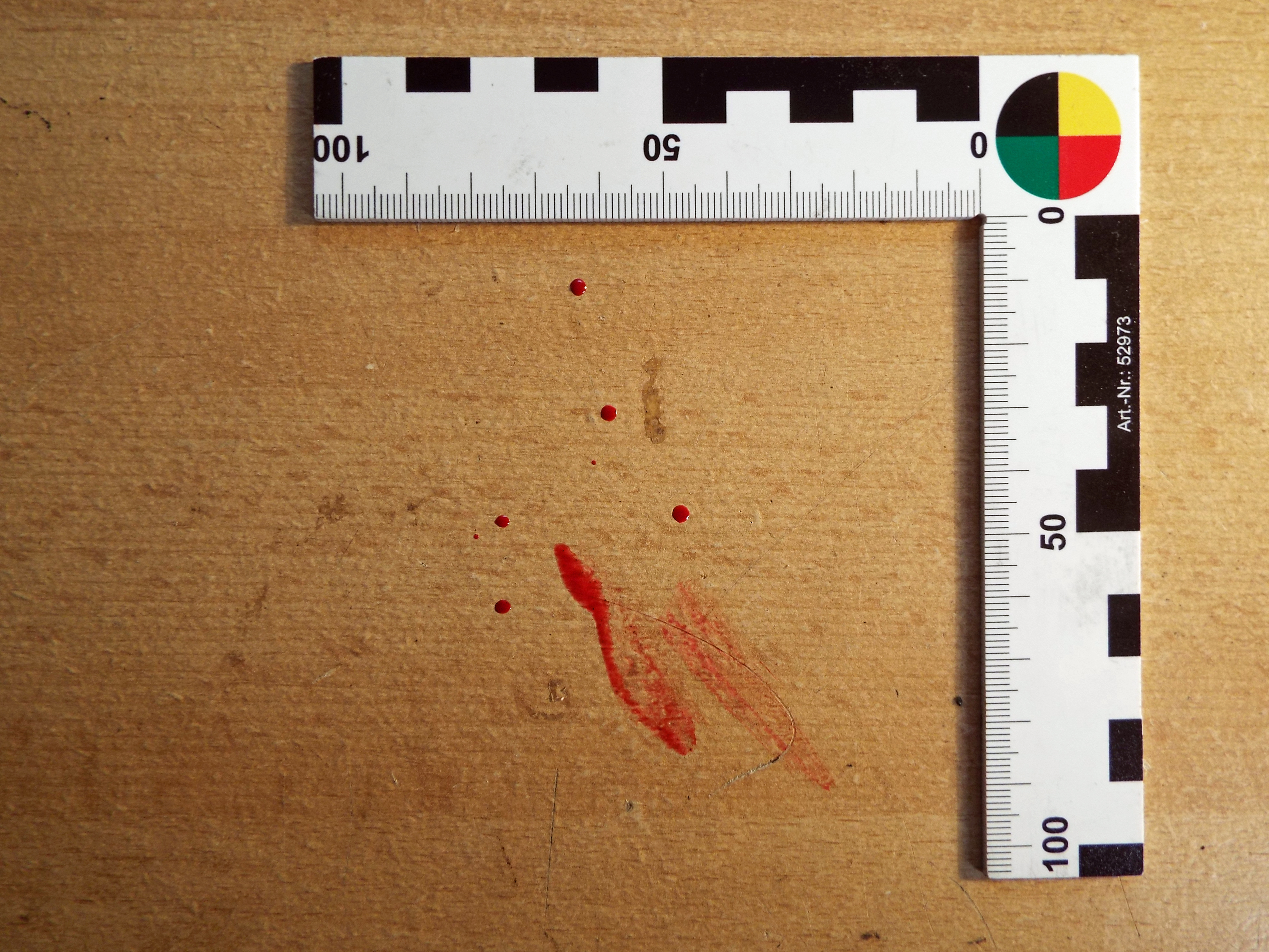
Blutstropfen mit Wischspur

Die Klassifikation von Blutspuren entwickelte sich nach Publikationen von Paul Kish und Paulette Sutton im Jahre 2005, Tom Bevel und Ross Gardner im Jahre 2008, zur SWGstain-Terminologie in drei Kategorien.
Passive Entstehung
- Geformte und ungeformete Kontaktspuren entstehen, wenn mindestens eine beblutete Oberfläche Kontakt zu einer anderen Oberfläche hat.
- Die meist rundlichen Abtropfspuren sind Spuren, die ohne weitere Einwirkung nur durch die Schwerkraft entstehen.
- Anhängig vom Blutvolumen geben Flussspuren oder Flussartefakte, früher als Abrinnspuren bezeichnet, Aufschluss auf die Wirkungsrichtung der Schwerkraft am flüssigen Blut.
- Die Lachenbildung oder Durchtränkung hat meist einen destruktiven Charakter, da relevante Blutspuren überdeckt werden können.

Spitzfelder
- Sekundäre Spritzfelder, auch Satellitenspritzer genannt, entstehen, wenn z. B. Blut in Blut fällt.
- Sekundäre Entstehungsmechanismen werden durch direkte Einwirkmechanismen, wie stumpfe Gewalt oder Schuss, verursacht.
- Projizierte Muster sind Spritzfelder, die als Abwurfspuren von bewegten Objekten, ausgeatmetem  Blut oder Schwallmuster nach Verletzungen von größeren Gefäßen entstehen.

Veränderte Blutspuren
- Geronnenes Blut
- Verdünntes Blut
- Insektenartefakte
- Sequenzierungen oder Aussparungen.[2]

## Terminologie
Seit 2008 gilt als internationaler Standard in der Blutspurenbegutachtung die SWGstain-Terminologie.
- Abstreifmuster: Entsteht durch das Abstreifen von Blut von einem bewegten Objekt auf eine nicht bebluteten Oberfläche und gibt Hinweis auf Bewegung.
- Abwurfspur: Wird durch das physikalische Abwerfen von flüssigem Blut von einem bewegten Objekt verursacht.
- Auftreffwinkel: Der spitze Winkel (alpha), in Relation zur Zieloberfläche, auf welcher ein Bluttropfen auftrifft.
- Ausatmungsmuster: Wird verursacht durch Blut welches, entweder durch Nase, Mund oder eine Wunde ausgeatmet wird.
- Aussparung: Eine Aussparung innerhalb einer ansonsten durchgängigen Blutspur oder einem anderen Blutspurenmuster.
- Begleittropfen: Ein kleiner Bluttropfen, welcher als Nebenprodukt einer Tropfenbildung entsteht.
- Blutkoagel: Eine gelatinöse Masse, welche durch Gerinnungsmechanismen entsteht. Blutspur Entsteht durch die Antragung von Blut.
- Blutspurenmuster: Ein Muster oder Verteilung von Blutspuren, welches Hinweise auf die Entstehung anhand von Form, Anordnung oder Verteilung gibt.
- Bluttropfen: Ein Blutstropfen der alleine unter der Wirkung der Schwerkraft abtropft.
- Einwirkungsmuster: Blutspurenmuster, welches durch das den Aufprall eines Objektes in flüssiges Blut entsteht.
- Elternspur: Eine Blutspur, die Bildung von Satellitenspritzern verursacht hat.
- Endabwurf: Abwurfspur, welche durch das Abbremsen eines bewegten Objektes verursacht wird.
- Flussspur / Abrinnspur: Eine Blutspur, die durch das Abrinnen oder Abfließen eines größeren Volumens in Richtung der Gravitation erfolgt.
- Gaseinschluss: Eine Umrissbildung innerhalb einer Blutspur verursacht durch Gasbeimischung.
- Gußspur: Eine Blutspur, welche durch Volumen beim Fallen oder Stürzen des Blutes entsteht.
- Insektenartefakt: Blutspurenähnliches Muster, welches durch Insekten verursacht wird.
- Kontaktspur / Transferspur: Entsteht durch Kontakt zwischen einer bebluteten Oberfläche und einer anderen Oberfläche.
- Lache: Ein Blutspurenmuster, welches durch großvolumige Ansammlung von Blut auf einer Oberfläche entsteht.
- Projizierte Blutspur: Eine Blutspur verursacht durch einen Austritt von Flüssigkeitsvolumen unter Druck.
- Randbildung: Physikalisches Kennzeichen in der Peripherie eines Tropfens.
- Rückwärtsspritzer: Ein Blutspurenmuster, welches sich in die Gegenrichtung eines sich bewegenden Gegenstandes ausbreitet, häufig in Verbindung mit einer schussbedingten Eintrittsverletzung und einem Projektil.
- Satellitenspritzer: Ein kleinerer Spritzer, welcher durch das vorherige Auftreffen eines so genannten Elterntropfens auf einer Oberfläche entsteht.
- Schnittfläche / Konvergenzfläche: Diese Fläche schließt die Schnittpunkte der Geraden ein, welche durch di e Längsachsen von Blutspritzern in einem Blutspritzfeld gezogen werden. Diese Fläche kennzeichnet das Ursprungsgebiet eines Blutspritzfeldes im Zwei-dimensionalen.
- Serumspur: Eine Spur, welches durch die Abtrennung von Serum entsteht.
- Spritzspur: Eine Blutspur, welches durch eine äußere Einwirkung von Kraft auf ein Blutvolumen zu einer Bewegung des Blutes in der Luft führt.
- Tropfmuster: Blutspurenmuster, welches durch das Abtropfen einer Flüssigkeit in eine andere Flüssigkeit entsteht, mindestens eine der Flüssigkeiten muss Blut sein.
- Tropfspur: Ein Blutspurenmuster, welches durch schwerkraftsbedingtes Abtropfen von einem bewegten Objekt entsteht.
- Umrandungsspur: Ein verändertes Blutspurenmuster, in welchem die Umrandung der Originalspur sichtbar bleibt.
- Ursprungsrichtung: Charakteristische Form von Blutspritzern, die Hinweis auf den Ursprung eines Blutspritzfeldes gibt.
- Ursprungswinkel: Der Winkel (Gamma) zwischen der Längsachse eines Blutspritzers und definierten Linie auf der Zieloberfläche.
- Veränderte Blutspur: Ein Blutspur, welche Anzeichen physikalischer Veränderungen zeigt.
- Verneblungsmuster: Sprayartiges Blutspurenmuster mit Mikrotropfen als Resultat der einwirkenden Kraft.
- Vorwärtsspritzer: Blutspurenmuster, welches in Bewegungsrichtung eines bewegten Objektes entsteht, z. B. durch Projektil.
- Zieloberfläche: Oberfläche auf der eine Blutspur entstanden ist.[6]

## Forensische Bedeutung
Die Blutspurenmusteranalyse ist ein wichtiges Hilfsmittel in der Kriminalistik und kann bei jedem Tatort eingesetzt werden, an dem Blut geflossen ist. Sie kann zur Rekonstruktion eines Tathergangs verwendet werden. Die Analyse der Blutspuren kann Aufschluss darüber geben, wie ein Opfer verletzt wurde, in welcher Position es sich befand und in welche Richtung sich die Täter bewegten. Die Blutspurenmusteranalyse kann zur Rekonstruktion des Tatablaufs, zur Überprüfung von Aussagen und zur Identifizierung von Tätern und Opfern eingesetzt werden. Hier sind einige Beispiele für die Anwendung der Blutspurenmusteranalyse:
Rekonstruktion des Tatablaufs
Die Blutspurenmusteranalyse kann verwendet werden, um den Ort und die Art der Tatwaffe zu bestimmen, die Position von Täter und Opfer zu rekonstruieren und die Reihenfolge der Ereignisse zu bestimmen. Dies gilt insbesondere für Kapitaldelikte, bei denen die Geschädigten oft nicht mehr in der Lage sind, Aussagen zum Tatgeschehen zu machen.
Überprüfung von Aussagen
Die Blutspurenmusteranalyse kann verwendet werden, um die Plausibilität von Aussagen zu überprüfen. Zum Beispiel kann die Analyse des Blutspurenmusters zeigen, ob eine Person sich an einem bestimmten Ort aufgehalten hat oder ob sie eine bestimmte Handlung ausgeführt hat. Einen besonderen Stellenwert hat die Analyse bei der Bearbeitung von Straftaten, bei denen die DNA keine oder wenige Aussagekraft hat, wenn z. B. der Tatverdächtige tatortberechtigt ist.
Identifizierung von Tätern und Opfern
Die Blutspurenmusteranalyse kann verwendet werden, um DNA-Spuren von Tätern oder Opfern zu identifizieren.
Eingrenzung von relevanten DNA-Bereichen
Durch eine ständige Steigerung der Empfindlichkeit von Labormethoden mit entsprechenden Belastungen der Untersuchungsstellen, sowie hohen Verfahrenskosten, sind frühzeitig relevante DNA-Bereiche an Tatorten einzugrenzen. Als einfache Regel ist festzustellen, dass die vom eigentlichen Tatort und Leichenfundort am weitesten entfernte Blutspur zur Identifizierung von Tatverdächtigen über DNA-Untersuchungen am Relevantesten ist. Täter entfernen sich vom Tatort, Opfer von Tötungsdelikten verbleiben häufig vor Ort. Bedeutsam für die Beurteilung Handlungs- und Nachtatphasen sind auch stellen, an denen sich kein Blut befindet, wie auch Aussparungen durch (größere) Gegenstände.

## Tatortarbeit
Flüssige Blutspuren sind anfällig für Veränderungen, da sie von äußeren Einflüssen wie Temperatur, Luftfeuchtigkeit und Licht beeinflusst werden können. Dies kann zu Veränderungen der Form, der Größe oder der Farbe der Spur führen. Auch die Struktur der Spur kann durch Verdunstung oder Austrocknen verändert werden. Kontaminationen sind an Tatorten nicht zu vermeiden, aber sie sollten so gering wie möglich gehalten werden. Dies gilt insbesondere für sensible Spuren wie Blutspuren. Um Kontaminationen zu vermeiden, sollten die Einsatzkräfte an Tatorten feste Gangwege einhalten und diese dokumentieren. Die Besonderheit bei Flüssigkeiten, wie Blut, ist, dass sie regelmäßig beim Eintreffen der Einsatzkräfte noch flüssig sind, dies ist schon in der Frühphase der Tatortarbeit beachtlich, wenn beispielsweise große Blutlachen existieren. Trockene Blutspuren sind auf den meisten Oberflächen stabil und können im Rahmen der regulären Tatortarbeit abgearbeitet werden. Allerdings sollten auch diese Spuren sorgfältig dokumentiert werden, um eine spätere Auswertung zu ermöglichen.
Spuren, die am Tatort gesichert werden, sind tatortassoziiert. Bei einem Transport von Leichen oder Spurenmaterial sind Kontaminationen (wie DNA-Fremdmaterial, Fasern, Schmauch) oder Veränderungen nicht ausgeschlossen. So tritt Blut auch nach dem Tod aus Verletzungen aus, vorhandene Spuren an Kleidungsstücken werden überlagert oder durchtränkt und sind für weitere Untersuchungen nicht mehr geeignet. Eine primäre Spurenvernichtung führt zu einer direkten Beeinflussung der Spuren selbst und somit zu einer Veränderung oder Vernichtung der Spur. Die sekundäre Spurenvernichtung führt zu einer Beeinträchtigung von Spuren, z. B. durch die Kontamination mit tatortfremden Materialien. Dadurch besteht die Gefahr, dass relevante Spuren nicht aufgefunden, irrelevant erscheinen oder falsch interpretiert werden. Es gilt daher, dass die Kleidung von Leichen an Tatorten ausgezogen werden muss.
Blutspuren und daktyloskopische Spuren können bei Bränden bis zu Temperaturen von 800 Grad Celsius erhalten bleiben. Blutvortests können beeinträchtigt sein, oft ist jedoch noch eine DNA-Analyse dank der stabilen DNA-Doppelhelix  möglich. Nach sorgfältiger Dokumentation und Sicherung der Bereiche und Gegenstände kann eine Spurensuche nach Entfernung des Rußes mit der Flüssiglatexmethode erfolgen. Ein Ablösen des Rußes durch Flüssigkeiten, wie Wasser, führt wegen der mechanischen Beeinflussung der Oberflächen zu einer Veränderung bzw. Vernichtung der Spuren. Die Anwendung wurde erstmals 1893 von Hanns Gross unter Verwendung einer Gummiarabikum-Lösung beschrieben,  sie wurde 2006 von Larkin, Marsh und Larrigan vom New Scotland Yard unter Verwendung von Latexmilch weiterentwickelt.

## Tatortdokumentation

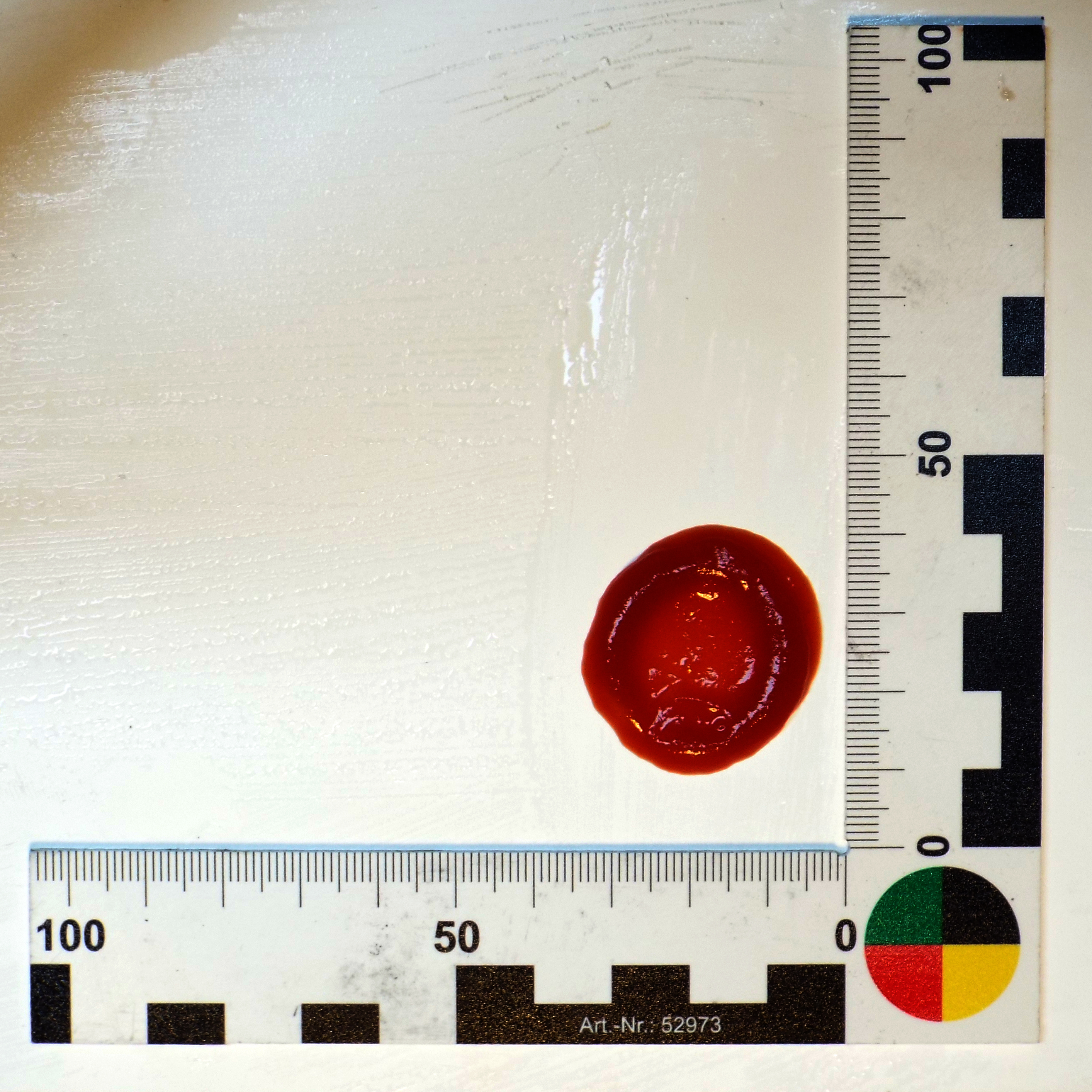
Beweisfoto Winkel-Maßstab – ABFO Nr.2

Die Fotografie ist, neben der Verschriftlichung, das wichtigste Instrument bei der Dokumentation von Blutspuren. Sie ermöglicht es, die Spuren in ihrer ursprünglichen Form und Größe festzuhalten und sie später zu untersuchen. Die Spuren sollten vollständig und detailliert fotografiert werden, dazu ist es wichtig, die Spuren aus verschiedenen Perspektiven zu fotografieren. Die Spuren sollte in ihrem Kontext abgelichtet werden, die Spuren sind auch in Bezug auf die Umgebung durch Übersichts-, Halbübersichts- und Detailaufnahmen zu fotografieren. Die Spuren sollten mit einer geeigneten Kamera  mit hoher Auflösung und guter Belichtungssteuerung fotografiert werden.
Wesentlich ist der Einsatz von Maßstäben, wie dem ABFO Nr. 2 Beweisfoto Winkel-Maßstab, der planparallele und verzerrungsfreie Aufnahmen ermöglicht. Entworfen wurde die Skala vom American Board of Forensic Odontology (ABFO), er hat sich in der Forensischen Arbeit  zum Standard für die Fotografie entwickelt. Die Einarbeitung von drei Kreisen, ist nützlich, um Verzerrungen durch schräge Kamerawinkel auszugleichen. Die Teilungen sind alle metrisch, mit Ausnahme der Breite der Schenkel, die ein Zoll breit sind. Grauzonen haben einen Reflexionsgrad von ca. 18 %. Abwechselnd schwarze und weiße Balken (1 cm) ermöglichen Messungen von grob über- oder unterbelichteten Fotos. Seit der Jahrtausendwende haben sich in der polizeilichen Praxis eine Reihe moderner Dokumentationssysteme etabliert, wie die SpheroCam HDR, durch die automatische Rotation der Kamera können neben klassischen Panoramabilder virtuelle Räume geschaffen werden. Die Aufnahmen des horizontalen und des vertikale Blickwinkel erzeugt ein Bild, das den Betrachter wie eine Kugel umgibt und Blicke in alle Richtungen ermöglicht, ein sogenanntes sphärisches Panorama. Inzwischen kommen auch Laserscanning-Geräte bei Kapitaldelikten regelmäßig zum Einsatz, zum eine mm-genaue Dokumentation erlauben.

## Ausbildung
Die Blutspurenmusteranalyse ist ein komplexes und anspruchsvolles Gebiet der forensischen Wissenschaft.  Die Ausbildung von Blutspurenmusteranalytikern erfordert eine umfassende Kenntnis der physikalischen Grundlagen der Flüssigkeitsbewegung, der forensischen Medizin und der forensischen Kriminalistik. Die Ausbildung auf dem Standard der International Association of Bloodstain Pattern Analysts (IABPA) geregelt.  Das Blutspureninstitut Usingen führt in Deutschland die Ausbildung in der Blutspurenmusteranalyse an, die international geregelt aus 40-Stunden-Kursen besteht. Der Basiskurs dient zum Einstieg und beinhaltet die physikalischen, physiologischen und anatomischen Grundlagen. Der Kurs vermittelt die gültige Standardterminologie. Der Fortgeschrittenenkurs richtet sich an Interessenten einer gutachterlichen Tätigkeit oder Personen die Kenntnisse in der Blutspurenmusteranalyse vertiefen möchten. Hier werden Themen wie die spezifische blutspurenmusteranalytische Tatortbegehung, die Dokumentation und die Darstellung von Blutspuren unter erschwerten Bedingungen sowie das korrekte Verfassen von Gutachten behandelt, alle Kurse schließen mit einem Abschlusstest ab.